# Rosalyn Yalow
Rosalyn Sussman (Nueva York, 19 de julio de 1921 - 30 de mayo de 2011) fue una física estadounidense. Dedicada a la investigación de hormonas en el hospital de veteranos del Bronx. Recibió  el Premio Nobel en Fisiología o Medicina en 1977, compartido con el polaco Andrew Victor Schally y el francés Roger Guillemin, por sus progresos en el terreno de las hormonas péptidos del radioinmunoensayo. En 1976, fue la primera mujer a quien se le otorgó el Premio Lasker (Albert Lasker Basic Medical Research Award).

## Trayectoria
Era hija de Clara Sussman, nacida en Alemania, y Simon Sussman, nacido en Nueva York en una familia proveniente de Europa del Este.  Cursó estudios de física en la Universidad de Illinois. Se consideraba feminista. Decía que «si las mujeres queremos estar en permanente ascenso, debemos demostrar que somos competentes, que tenemos coraje y que contamos con la determinación necesaria para triunfar». En su estudio tenía un cartel que decía: 
«Cualquiera sea lo que haga una mujer debe hacerlo el doble de bien que un hombre para que sea considerada la mitad de buena.»
Su familia quería que fuera maestra primaria, pero ella logró entrar en el Departamento de Física de la Universidad de Illinois en 1941 como asistente del profesor de la cátedra de física. Fue la primera mujer en ser aceptada desde 1917 y era la única mujer entre cuatrocientos varones en un tiempo en el que a los judíos no les estaba permitido vivir en el «campus universitario», pero eso no la amedrentó.
Allí conoció a su marido, el físico Aaron Yalow, quien la inició en el conocimiento del judaísmo, pues ella no había sido observante pero desde entonces adoptó en su casa los hábitos y la atmósfera del judaísmo ortodoxo. Sus excelentes notas en las materias teóricas hicieron que el Jefe del Departamento de Física comentara que eso demostraba que «las mujeres no son buenas para el laboratorio». Esa discriminación sutil tampoco la amedrentaba. Estaba muy convencida de adónde quería llegar.
A pesar de todo su empeño y dedicación, en su carrera tuvo tiempo para ser esposa y madre de dos hijos: un varón en 1952, Benjamín y luego una niña en 1954, Eliana, ambos profesionales de adultos. Vivió con su marido hasta la muerte de él en 1992.
Cuando junto con el Dr. Solomon A. Berson comenzaron a explorar el uso de radioisótopos (isótopos radioactivos, elementos y químicos radioactivos) en el diagnóstico y tratamiento de enfermedades, sus primeras investigaciones apuntaban a la aplicación de los radioisótopos en la determinación del volumen sanguíneo, el diagnóstico clínico de enfermedades de la tiroides y la cinética del metabolismo del yodo. El tiempo de retraso en la desaparición de la insulina en la circulación de los pacientes tratados con insulina confirmaba que esos pacientes desarrollaban anticuerpos frente a las insulinas de origen animal.  
Al estudiar la reacción de la insulina con anticuerpos se dio cuenta de que había desarrollado una herramienta con el potencial para medir la insulina circulante. Le tomó varios años más de trabajo su aplicación práctica para la medición de la insulina plasmática en el ser humano, pero la era del radioinmunoanálisis había comenzado: era el año 1959. El radioinmunoensayo se utiliza para medir cientos de sustancias de interés biológico en miles de laboratorios en el mundo. La aplicación de la física nuclear a la práctica de la clínica médica posibilitó que los científicos pudieran emplear el indicador radioisotópico para medir la concentración de diversas sustancias biológicas y farmacológicas en la sangre, otros fluidos del cuerpo humano y de animales o plantas. El radioinmunoensayo se puede utilizar también como método de prevención para descartar la existencia de sangre contaminada con el virus de la hepatitis.

## Reconocimientos
Además de ser la primera mujer doctorada en Física en la Facultad de Ingeniería de la Universidad de Illinois en enero de 1945 y la primera mujer estadounidense y la primera mujer judía en recibir un Premio Nobel de Ciencia y de haber recibido cinco doctorados honoris causa en Ciencias (entre ellos él de la Universidad Hartford y él de la Universidad de Connecticut en Estados Unidos), obtuvo los siguientes premios:
- Profesora honoraria de la Escuela de Medicina del hospital Mount Sinaí.

- Miembro de la Academia Nacional de Ciencias.

- Premio de Investigación Médica Albert Lasker.

- Premio en Ciencias Naturales de la Academia de Ciencias de Nueva York.

- Premio al Logro Científico de la Asociación Médica Americana.

- Premio de Koch de la Sociedad de Endocrinología.

- Premio Internacional de la Fundación Gairdner.[7]

- Premio del American College of Physicians por su contribuciones distinguidas en la ciencia.

- Premio Eli Lilly de la American Diabetes Association.[3]

- Premio William S. Middletonde de Investigación Médica de la VA.